# Xenobalanus globicipitis
Xenobalanus globicipitis és una espècie de crustaci cirrípiede de la família Coronulidae. És l'única espècie del gènere Xenobalanus.
És un paràsit comensal dels cetacis sobretot dels Delphinidae com el Tursiops truncatus i Stenella spp.
Pel fet que s'ha observat que la colonització d'aquest paràsit augmenta en el cas que el seu hoste estigui malalt, s'ha suggerit que aquests crustacis es poden usar com indicador biològic de l'estat de salut dels cetacis.